# Борго
Борго (фр. Borgo) насеље је и општина у Француској у региону Корзика, у департману Горња Корзика која припада префектури Бастија.
По подацима из 2011. године у општини је живело 7.742 становника, а густина насељености је износила 204,92 становника/km². Општина се простире на површини од 37,78 km². Налази се на средњој надморској висини од 320 метара (максималној 1.117 m, а минималној 0 m).

## Демографија
| 1962. | 1968. | 1975. | 1982. | 1990. | 1999. | 2011. |
| ----- | ----- | ----- | ----- | ----- | ----- | ----- |
| 726   | 1.600 | 2.650 | 3.413 | 3.773 | 5.002 | 7.742 |

График промене броја становника у току последњих година